# Wolf Biermann
Pour les articles homonymes, voir Biermann.
Wolf Biermann, né le 15 novembre 1936 à Hambourg, est un poète et auteur-compositeur-interprète allemand.

## Biographie
Il est né en 1936 à Hambourg,. Son père Dagobert Biermann, docker, communiste, membre de la résistance antinazie et juif, est assassiné en 1943 à Auschwitz,. Après la Seconde Guerre mondiale, Wolf adhère aux Junge Pioniere (Jeunes Pionniers), organisation communiste pour la jeunesse et fréquente le lycée à Hambourg, ce qui est alors assez rare chez les enfants d'ouvriers. À 17 ans, en 1953, il s'installe en RDA où il suit des études et travaille au Berliner Ensemble, le célèbre théâtre de Brecht.
En 1960, Biermann rencontre Hanns Eisler qui va avoir une influence déterminante. Il se met à composer et écrire, fonde en 1961 le Théâtre ouvrier et étudiant de Berlin-Est, mais la représentation d'une pièce sur la construction du mur de Berlin est interdite, le théâtre ferme en 1963 et Biermann est privé de public pendant six mois.
En 1964, il donne son premier concert en Allemagne de l'Ouest où paraît en 1965 son premier disque et son recueil de poésies la Harpe de barbelés (Die Drahtharfe) édité par Wagenbach à Berlin-Ouest. Sa situation en Allemagne de l'Est évolue encore en décembre 1965, avec le 11e congrès du Comité central du Parti socialiste unifié d’Allemagne (en allemand : Sozialistische Einheitspartei Deutschlands, ou SED). À la tribune, Erich Honecker, s'exprimant sur la politique culturelle, le cite parmi plusieurs noms d'artistes qu'il considère comme étant hostiles à l'État et au Parti. Pour autant, en 1966, il se marie avec l'actrice et chanteuse Eva-Maria Hagen, qui est déjà mère d'une petite fille de 11 ans, la future chanteuse Nina Hagen.
Désormais définitivement interdit de représentation et de publication en RDA, Biermann continue à se produire et à publier avec succès à l'Ouest, et ses œuvres circulent sous le manteau à l'Est. Mais il est suivi par des agents de la STASI qui le surveillent et qui identifient également ses contacts. La situation se durcit encore en 1976 : après un concert à Cologne, Biermann, déchu de la citoyenneté est-allemande, n'est pas autorisé à rentrer en RDA. Sa famille s'installe alors à Berlin-Ouest. C'est la fin des espoirs et, pour de nombreux dissidents, la fin de la solidarité critique vis-à-vis du régime de Honecker que la campagne de protestations à l'Ouest et à l'Est raidit encore plus. Des artistes quittent la RDA, d'autres sont harcelés par les services de l'État communiste.
Biermann poursuit sa carrière à l'Ouest, continue à critiquer la RDA tout en s'en prenant à la société ouest-allemande, « Je suis passé de la pluie au purin », déclare Biermann (« Jetzt bin ich vom Regen in die Jauche gekommen »), en modifiant un dicton populaire allemand, équivalent de « tomber de Charybde en Scylla »,. Mais il a perdu la foi en un véritable socialisme. Il aura l'autorisation exceptionnelle de rendre visite au dissident Robert Havemann en avril 1982. Biermann réside désormais à Hambourg mais aussi à Banyuls-sur-Mer en France. Il écrit en 1998 une postface à l'édition allemande du Pianiste de Wladyslaw Szpilman.

## Discographie
- Wolf Biermann zu Gast bei Wolfgang Neuss, 1965
- 4 neue Lieder, 1968 (EP publié par l'édition Klaus Wagenbach)

- Chausseestraße 131, 1968

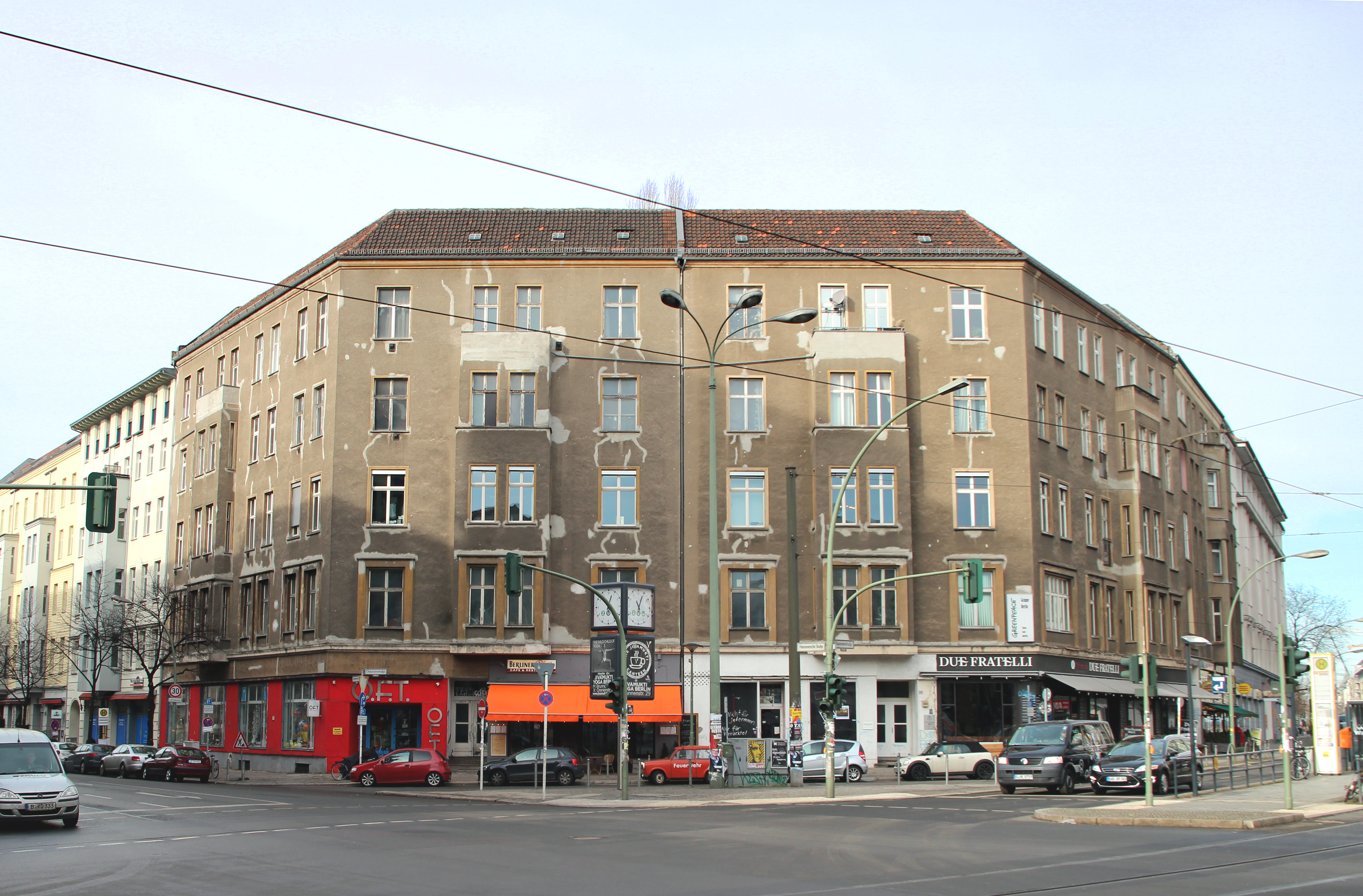
La Chausseestrasse 131, où vécut Wolf Biermann du temps de Berlin-Est, en 2015

- Der Biermann kommt, 1970 (Bootleg néerlandais avec des enregistrements à bande magnétique des années soixante)
- Warte nicht auf beßre Zeiten, 1973
- aah - ja!, 1974
- Liebeslieder, 1975
- Es gibt ein Leben vor dem Tod, 1976
- Der Friedensclown, 1977
- Das geht sein' sozialistischen Gang, 1977 (Double CD avec le concert live du 13 novembre 1976)
- Trotz alledem!, 1978
- Hälfte des Lebens, 1979
- Eins in die Fresse, mein Herzblatt, 1980 (Double CD live)
- Wir müssen vor Hoffnung verrückt sein, 1982
- Im Hamburger Federbett, 1983
- Die Welt ist schön...*, 1985
- Seelengeld, 1986 (Double CD)
- VEBiermann, 1988
- Gut Kirschenessen * DDR - ca ira!, 1990
- Nur wer sich ändert, 1991
- Süsses Leben - Saures Leben, 1996
- Brecht, Deine Nachgeborenen, 1999 (Double CD live)
- Paradies uff Erden - Ein Berliner Bilderbogen, 1999
- Lieder vom preussischen Ikarus, 1999
- Ermutigung im Steinbruch der Zeit, 2001 (Double CD live)
- Großer Gesang vom ausgerotteten jüdischen Volk, Lesung von Yitzak Katzenelson 2004 (Double CD live)
- Das ist die feinste Liebeskunst - Shakespeare-Sonette, 2005
- Hänschen - klein ging allein..., 2005
- Heimat – Neue Gedichte, 2006 (lecture)